# Micoquien

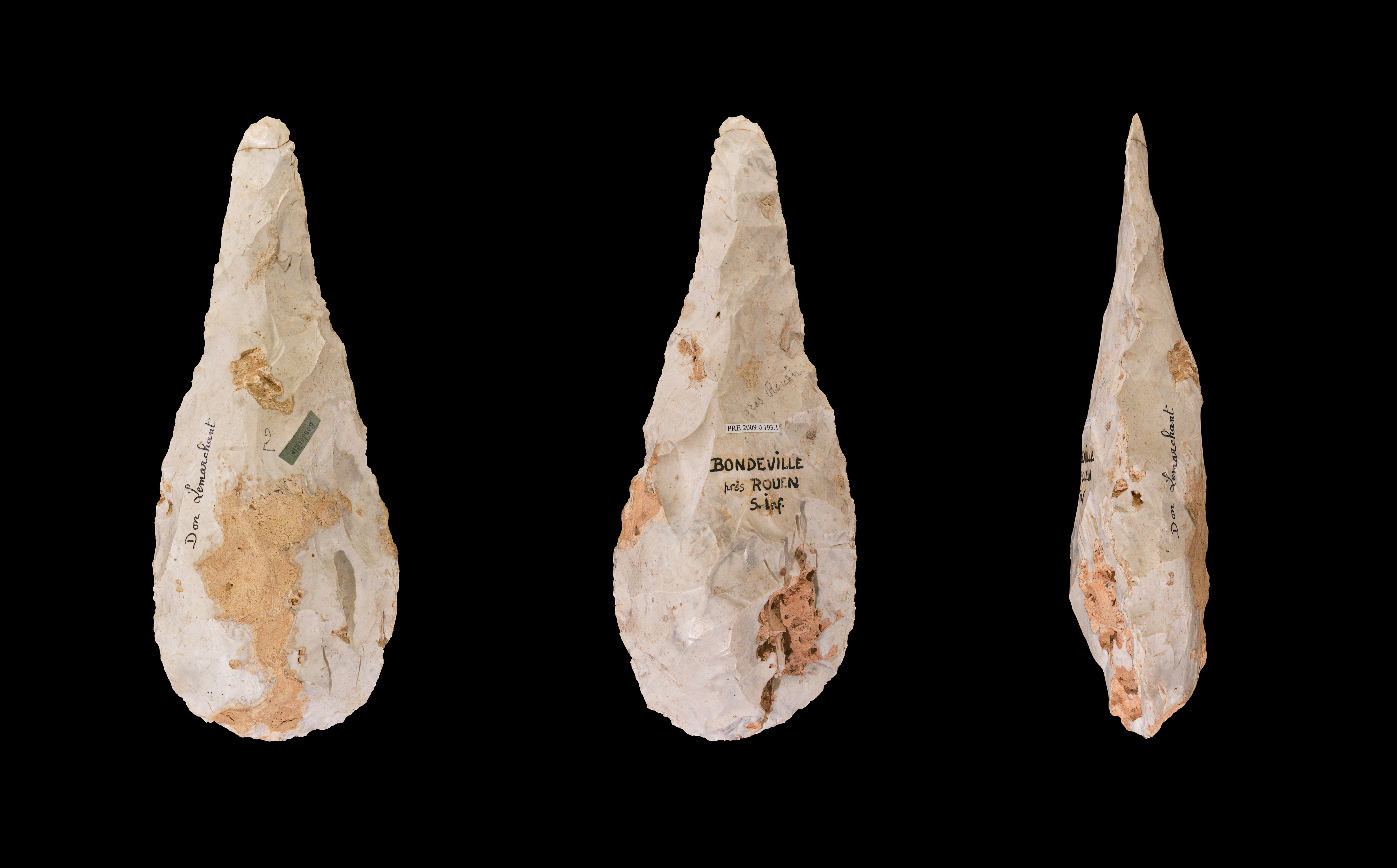
Micoque-Keil

Das Micoquien ist eine archäologische Kultur der Neandertaler in Mittel- und Westeuropa, benannt nach der südfranzösischen Fundstätte „La Micoque“ bei Les Eyzies-de-Tayac-Sireuil, deren Schwerpunkt im späten Mittelpaläolithikum liegt (ca. 60.000–40.000 vor heute). Neuere Forschungen sehen im Micoquien lediglich eine Steinwerkzeug-Industrie, die zeitlich überlappend mit der Kultur des Moustérien auftrat. Leitformen sind das Keilmesser und der Micoque-Keil, ein spezieller Faustkeil-Typ. Wenngleich erste Keilmesser-Inventare bereits in der Eem-Warmzeit (130.000–115.000 vor heute) und im frühen Abschnitt der Würm- bzw. Weichsel-Eiszeit gefunden wurden, datieren die meisten Fundstellen Mittel- und Westeuropas in die späte Neandertalerzeit.

## Materielle Kultur
Technologisch ist das Micoquien durch das Auftreten asymmetrischer Faustkeile charakterisiert, die wegen ihres stumpfen Rückens als „Keilmesser“ bezeichnet werden. Keilmesser in ihrer typischen Form besitzen einen chronologischen Leitcharakter. Andere Werkzeuge des Micoquien, wie Schaber und kleine Faustkeile, weisen sowohl Ähnlichkeiten zum Spät-Acheuléen als auch zum Moustérien auf. Die Faustkeile der Fundstelle La Micoque weisen oft eine abgerundete, talonförmige Basis auf und führten für diesen Typ zur Einführung des Begriffs „Micoque-Keil“ (siehe Abbildung).

## Der Micoquien-Begriff
Namensgeber der Micoqien-Kultur war der Archäologe und Kunsthändler Otto Hauser, der den Begriff 1906 erstmals verwendete und 1916 an der Universität Erlangen mit einer Dissertation über die Micoquien-Kultur promoviert wurde. Hauser verkaufte geschätzt weit über 100 dieser Micoque-Keile, die er bei den Grabungen in La Micoque fand, an Museen und Sammler.
Problematisch am Terminus Micoquien ist, dass spätere Grabungen die wesentlich ältere Zeitstellung der Micoque-Keile am Fundplatz La Micoque offenbart haben, die nun in die Riß-Kaltzeit datieren. Bereits 1932 wies Henri Breuil die von Otto Hauser als „Schicht 6“ bezeichnete Micoquien-Schicht erstmals dem Acheuléen zu. Da sich die Keilmesserinventare ansonsten zunehmend als späteste Stufe des Acheuléen herausstellten, ist die ursprünglich von Hauser propagierte Typuslokalität chronologisch eher ungeeignet. Daher wird von einigen Archäologen für den chronologisch unscharfen Begriff Micoquien heute stattdessen der Terminus Keilmessergruppen verwendet. Der Begriff Keilmessergruppen spiegelt zudem das Verbreitungsgebiet in Mittel- und Osteuropa wider, das damit vom gleichzeitigen Micoquien Südwestfrankreichs geographisch abgegrenzt wird. Wichtige Fundstellen in Deutschland sind die Balver Höhle (Nordrhein-Westfalen), der Bockstein im Lonetal (Baden-Württemberg), der Fundplatz Lichtenberg (Niedersachsen) und die Sesselfelsgrotte im Altmühltal (Bayern).